# Stalída (Héraklion)
Stalída, en grec moderne : Σταλίδα, est un village côtier du dème de Chersónissos, dans le district régional de Héraklion, de la Crète, en Grèce. Selon le recensement de 2011, la population de Stalída compte 1 237 habitants. Il est situé à une distance de 34 km à l'est de Héraklion et à 3 km de Mália.